# Полиция Буэнос-Айреса
Столичная полиция города Буэнос-Айреса (исп. Policía Metropolitana de la Ciudad de Buenos Aires) — главный правоохранительный орган аргентинской столицы.
До появления столичной полиции полицейскую функцию в Буэнос-Айресе выполняла федеральная полиция Аргентины. Впервые идея создания альтернативной, независимой от федеральной, городской службы, появилась после конституционной реформы 1994 года и принятия в 1995 так называемого «закона Кафьеро», предоставивших столичным властям более широкую автономию в области самоуправления. Однако, несмотря на это, утверждённая в 1996 конституция Буэнос-Айреса не предусматривала создания отдельной городской полиции.
Инициатором создания буэнос-айресской полиции в её нынешнем виде стал избранный в 2007 мэр города Маурисио Макри. Служба была создана указом городского совета Буэнос-Айреса от 28 октября 2008 года. 5 февраля 2010 года служба была сформирована и начала функционировать. Сегодня сотрудники столичной полиции выполняют функцию обеспечения правопорядка в городе совместно с федеральной полицей и морской префектурой.

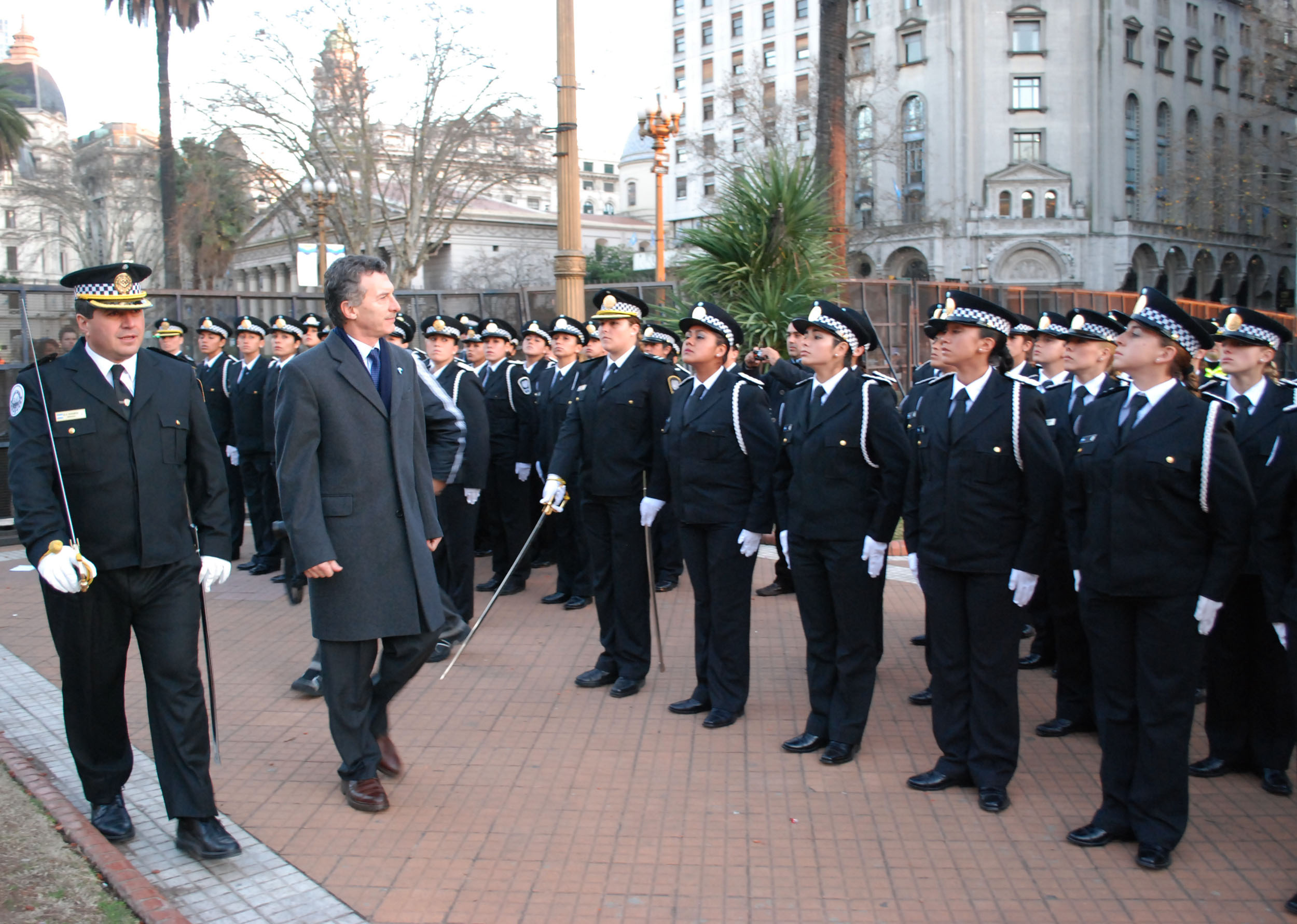
Мэр Маурисио Макри с новобранцами столичной полиции

Организационная структура полиции Буэнос-Айреса, а также форма одежды личного состава была позаимствована организаторами у службы столичной лондонской полиции. Личный состав вооружён пистолетами Beretta Px4 Storm и многозарядными ружьями Mossberg 500. Основные транспортные средства полицейских аргентинской столицы — патрульные автомобили Chevrolet Meriva и мотоциклы Honda NT700 Deauville, а также квадроциклы Honda и велосипеды. В распоряжении полиции также имеются несколько микроавтобусов Mercedes-Benz Sprinter, автомобилей Ford Ranger и Citroen Berlingo, несколько тысяч единиц стрелкового оружия и телекомуникационного оборудования.